# John Dunbar (Künstler)
John Dunbar (* 1943 in Mexiko-Stadt) ist ein britischer Künstler, Kunstsammler und Galerist. Er war einer der führenden Köpfe der Underground-Kultur im „Swinging London“ der 1960er Jahre.

## Biografie
Geboren in Mexiko-Stadt, verbrachte John Dunbar seine ersten Lebensjahre in Moskau, wo sein Vater, der Filmproduzent Robert Dunbar (1914–2000), als Kulturattaché tätig war. 1947 kehrte die Familie nach England zurück, wo John zur Schule ging. Später studierte er an der University of Cambridge.
Zu Hause in London und an der Universität in Cambridge lernte er zahlreiche Künstler und prominente Kunstliebhaber kennen, darunter Peter Asher, Paul McCartney und Rory McEwen. In Cambridge traf er auch Marianne Faithfull, die er mit Andrew Loog Oldham bekannt machte, als dieser eine Sängerin für As Tears Go By suchte.
Am 6. Mai 1965 heirateten Dunbar und Faithfull; sie war 18, er 21 Jahre alt. Ihre Flitterwochen verbrachten sie in Begleitung der Beat-Poeten Allen Ginsberg und Gregory Corso in Paris. Ihr Sohn Nicholas Dunbar wurde am 10. November 1965 geboren.
Die Londoner Wohnung von Dunbar und Faithfull wurde zu einem Treffpunkt junger Künstler. Mit Barry Miles plante Dunbar eine Kunstgalerie mit Buchladen zu eröffnen. Peter Asher sorgte für die Finanzierung, Paul McCartney half beim Einrichten. 
Im November 1965, kurz nach der Geburt von Nicholas, eröffnete die Indica Gallery mit angeschlossenem Buchladen. Dunbar war zuständig für die Galerie, Miles für den Buchladen. Laut Observer veranstaltete Indica einige der radikalsten Avantgarde-Shows in London (Indica organises some of the most avant-garde shows that can be seen in London), darunter Happenings von Yoko Ono, die hier erstmals John Lennon begegnete.
1967 verließ Marianne Faithfull John Dunbar, um mit Mick Jagger zusammen zu sein. Die Scheidung erfolgte 1970. Im November 1967 musste die Indica Gallery wegen finanzieller Schwierigkeiten schließen. Der Buchladen war bereits 1966 umgezogen. Dunbar organisierte anschließend Ausstellungen und Events für den British Council und arbeitete als Künstler.
John Dunbar hatte später einen weiteren Sohn, William Dunbar, mit seiner Lebenspartnerin Jill Matthews.